# Милован Кубат
Др Милован Кубат (Задар, 14. фебруар 1957) је доктор судске медицине, водитељ ДНК лабораторија и најпознатији хрватски форензичар.

### Биографија
Године 2001. је докторирао на Загребачком универзитету, а од 2002. године је доцент. Усавршавао се на Институту за судску медицину у Минстеру 1993. године, Грацу и Институту за хуману генетику у Гетингену. Делокруг његовог рада обухвата и идентификацију остатака жртава рата, форензички рад на терену, утврђивање очинства и има богато искуство везано на судске процесе.
Од 1984. године запослен на Одељењу за судску медицину и криминалистику Медицинског факултета у Загребу, где је 1994. утемељио ДНК лабораториј.
Члан је многих стручних удржења као што су Хрватска лекарска коморе, Немачко друштво за судску медицину (нем: Deutsche Gesellschaft für Rechtsmedizin) и Међународно друштво за форензичку генетику (енгл. International Society for Forensic Genetics). Члан је и Патроната Српског привредног друштва Привредник.